# Mocsári bozótposzáta
A mocsári bozótposzáta (Bradypterus baboecala) a verébalakúak (Passeriformes) rendjébe, ezen belül a tücsökmadárfélék (Locustellidae) családjába és a Bradypterus nembe tartozó faj. 13-15 centiméter hosszú. Angola, Botswana, Dzsibuti, Etiópia, a Dél-afrikai Köztársaság, Kenya, a Kongói Demokratikus Köztársaság, Malawi, Mozambik, Namíbia, Szváziföld, Tanzánia, Zambia, Zimbabwe mocsaras területein él. Kis rovarokkal, hangyabábokkal táplálkozik.

## Alfajok
- B. b. abyssinicus (Blundell & Lovat, 1899) – Etiópia, Dzsibuti;
- B. b. msiri (Neave, 1909) – délkelet-Kongói Demokratikus Köztársaságtól és észak- valamint nyugat-Zambiától kelet- és délkelet-Angoláig, északkelet-Namíbiáig és északnyugat-Botswanáig;
- B. b. benguellensis (Bannerman, 1927) – nyugat-Angola;
- B. b. tongensis (Roberts, 1931) – délkelet-Kenya, kelet- és dél-Tanzánia, kelet- és dél-Zambia, Malawi, kelet-Zimbabwe, északkelet-Mozambiktól északkelet-Dél-afrikai Köztársaságig, kelet-Szváziföld;
- B. b. transvaalensis (Roberts, 1919) – közép és délkelet-Zimbabwe, észak- és kelet-Dél-afrikai Köztársaság, nyugat-Szváziföld;
- B. b. baboecala (Vieillot, 1817) – dél-Dél-afrikai Köztársaság.

## Fordítás
- Ez a szócikk részben vagy egészben  a   Little rush warbler című angol Wikipédia-szócikk fordításán alapul.  Az eredeti cikk szerkesztőit annak laptörténete sorolja fel. Ez a jelzés csupán a megfogalmazás eredetét és a szerzői jogokat jelzi, nem szolgál a cikkben szereplő információk forrásmegjelöléseként.